# Opération Brothers (film)
Pour plus de détails, voir Fiche technique et Distribution.
Opération Brothers (Red Sea Diving Resort) est un film américain réalisé par Gideon Raff sorti en 2019 sur Netflix.
Il est « basé sur des faits réels », d'après les premières images du film : il fait effectivement référence à l'opération Brothers, une opération d'exfiltration de juifs éthiopiens menacés par la guerre, organisée au début des années 1980.

## Fiche technique
- Titre français : Opération Brothers
- Titre original : The Red Sea Diving Resort
- Réalisation et scénario : Gideon Raff
- Musique : Mychael Danna
- Photographie : Roberto Schaefer
- Montage : Tim Squyres
- Production : Aaron L. Gilbert, Alexandra Milchan et Gideon Raff
- Sociétés de production : STX International, Bron, EMJAG Productions et G. Raff Productions
- Société de distribution : Netflix
- Pays d'origine :  Canada,  États-Unis
- Langue originale : anglais
- Format : couleur - 2.35:1
- Genre : drame, historique
- Durée : 130 minutes
- Dates de sortie :
  - France : 31 juillet 2019
  - États-Unis : 28 juillet 2019 (Festival du film juif de San Francisco)
  - Monde : 31 juillet 2019 (sur Netflix)

## Distribution
- Chris Evans (VF : Alexandre Gillet) : Ari Levinson
- Michael K. Williams (VF : Jean-Paul Pitolin) : Kabede Bimro
- Ben Kingsley (VF : Féodor Atkine) : Ethan Levin
- Greg Kinnear (VF : Bruno Choël) : Walton Bowen
- Alessandro Nivola (VF : Damien Boisseau) : Sammy Navon
- Alex Hassell (VF : Emmanuel Curtil) : Max Rose
- Haley Bennett (VF : Audrey Sourdive) : Rachel Reiter
- Michiel Huisman (VF : Anatole de Bodinat) : Jacob Wolf
- Chris Chalk : Abdel Ahmed